# Apophylia viridipennis
Apophylia viridipennis es un coleóptero de la familia Chrysomelidae.
Fue descrita científicamente por primera vez en 1885 por Jacoby.